# Ilhet
Ilhet é uma comuna francesa na região administrativa de Occitânia, no departamento dos Altos Pirenéus. Estende-se por uma área de 8,02 km². Em 2010 a comuna tinha 121 habitantes (densidade: 15,1 hab./km²).